# Callyspongia elastica
Callyspongia elastica är en svampdjursart som först beskrevs av Kieschnick 1898.  Callyspongia elastica ingår i släktet Callyspongia och familjen Callyspongiidae. Inga underarter finns listade i Catalogue of Life.